# ساتياجيت شارما
ساتياجيت شارما (بالإنجليزية: Satyajit Sharma)‏ هو ممثل هندي، ولد في 1969 في ماهندراجاره في الهند.

## وصلات خارجية
- ساتياجيت شارما على موقع IMDb (الإنجليزية)
- ساتياجيت شارما على موقع قاعدة بيانات الفيلم (الإنجليزية)